# Ulica Jerzego i Ryszarda Kowalczyków w Opolu
Ulica Jerzego i Ryszarda Kowalczyków (do 18 stycznia 2018 roku ulica Obrońców Stalingradu) – ulica w Opolu, jedna z najważniejszych arterii komunikacyjnych w dzielnicy Nowa Wieś Królewska. Rozpoczyna się za wiaduktem na ulicy Armii Krajowej. Następnie biegnie na południowy wschód. Kończy się w miejscu, gdzie łączy się z nią ulica Królowej Jadwigi, przechodząc w ulicę Strzelecką. Znajduje się przy niej siedziba zarządu firmy PKS International Cargo. Jest częścią drogi wojewódzkiej nr .
Przed 1985 rokiem była główną arterią wylotową w kierunku Strzelec Opolskich, konurbacji górnośląskiej oraz Krakowa. Stanowiła część drogi państwowej nr 34 i drogi międzynarodowej E22.